# 格伦·威廉姆斯
格伦·威廉姆斯（英語：Glenn Williams），美国音频工程师。他因电影回火提名奥斯卡最佳音响效果奖。

## 部分影视作品
- 回火 (1991)